# Јелена Смурова
Јелена Јурјевна Смурова (рус. Елена Юрьевна Смурова; Лењинград 18. јануар 1974) је руска ватерполо репрезетативка освајачица више медаља са значајних такмичења.
Смурова је висока 173 цм, а тешка 73 кг. Први клуб у којем је играла је Дијана из Санкт Петербурга, да би касније игралу у Италији у Палерму, а затим се вратила у Русију и играла у клубу из Киришија. Са репрезентацијом Русије учествовала је три пута на олимпијским играма односно на свим на којима се ватерполо за жене налазио на програму. Навећи успех је постигала 2000. у Сиднеју када је освојена бронзана олимпијска медаља.
На такмичењу Светске лиге 2005. у Киришију Смурова је била најбољи стрелац лиге са 31 постигнутим голом.